# Aiden O'Brien
Aiden Anthony O'Brien (Londra, 4 ottobre 1993) è un calciatore irlandese attaccante dello Shelbourne.

## Carriera

### Club
Ha iniziato la sua carriera nel sistema giovanile al Millwall e ha firmato il suo primo contratto professionistico nel 2010 per il suo diciassettesimo compleanno. Ha fatto il suo debutto per il club nel terzo turno di Coppa di Lega sconfitto per 5-0 contro il Wolverhampton, entrando in campo come sostituto di Dany N'Guessan. Il 1º gennaio 2012, O'Brien ha firmato per la Conference South side Staines Town con un prestito di un mese.
Un mese dopo, ha firmato per la squadra della Conference Premier, Hayes e Yeading, con un prestito di un mese e si è subito trovato a giocare.
Nel maggio del 2014 O'Brien ha concordato un nuovo accordo biennale con Millwall con il 20enne molto apprezzato dall'allenatore del Millwall Ian Holloway e si prevede che occuperà un posto di rilievo nei suoi piani per la prima squadra la prossima stagione.
O'Brien ha fatto la sua prima apparizione della stagione come sostituto di Richard Chaplow contro il Southampton in Coppa di Lega. La partita finì 2-0 per i Saints. Un mese dopo ha poi fatto la sua prima presenza in campionato con il Millwall nella sconfitta per 3-1 contro il Birmingham City. O'Brien ha parlato della sua gioia di soddisfare l'ambizione di una vita quando ha fatto il suo debutto in campionato con il Millwall e ha dedicato l'impresa a suo padre.
Alla fine della stagione 2017-2018, il suo contratto è stato prorogato dal Millwall dopo che il club ha esercitato un'opzione. Ha lasciato Millwall alla fine della stagione 2019-2020, dopo la scadenza del suo contratto.
Il 30 luglio 2020 O'Brien ha firmato per il Sunderland, con un contratto di due anni. L'8 settembre 2020 ha segnato il suo primo gol per il Sunderland in un pareggio del Football League Trophy contro l'Aston Villa Under-21.

### Nazionale
Ha giocato nelle nazionali giovanili irlandesi Under-17, Under-19 ed Under-21.
L'11 settembre 2018 esordisce in nazionale maggiore nell'amichevole pareggiata 1-1 in casa della Polonia, in cui realizza il gol del provvisorio vantaggio della sua squadra. Questa rete è l'unica che lui ha segnato con la nazionale maggiore irlandese nelle 5 gare che disputato con i verdi tra il 2018 e il 2019.

## Statistiche

### Presenze e reti nei club
Statistiche aggiornate al 23 novembre 2020.
| Stagione          | Squadra             | Campionato        | Campionato | Campionato | Coppe nazionali | Coppe nazionali | Coppe nazionali | Coppe continentali | Coppe continentali | Coppe continentali | Altre coppe | Altre coppe | Altre coppe | Totale | Totale |
| Stagione          | Squadra             | Comp              | Pres       | Reti       | Comp            | Pres            | Reti            | Comp               | Pres               | Reti               | Comp        | Pres        | Reti        | Pres   | Reti   |
| ----------------- | ------------------- | ----------------- | ---------- | ---------- | --------------- | --------------- | --------------- | ------------------ | ------------------ | ------------------ | ----------- | ----------- | ----------- | ------ | ------ |
| 2011-gen. 2012    | Millwall            | FLC               | 0          | 0          | FACup+CdL       | 0+1             | 0               | -                  | -                  | -                  | -           | -           | -           | 1      | 0      |
| feb. 2012         | Staines Town        | FL1               | 2          | 0          | FACup           | -               | -               | -                  | -                  | -                  | FAT         | 1           | 0           | 3      | 0      |
| mar.-giu. 2012    | Hayes & Yeading Utd | NL                | 7          | 0          | FACup           | -               | -               | -                  | -                  | -                  | -           | -           | -           | 7      | 0      |
| 2012-gen. 2013    | Millwall            | FLC               | 0          | 0          | FACup+CdL       | 0+0             | 0               | -                  | -                  | -                  | -           | -           | -           | 0      | 0      |
| gen.-giu. 2013    | Crawley Town        | FL1               | 9          | 0          | FACup+CdL       | -               | -               | -                  | -                  | -                  | FLT         | -           | -           | 9      | 0      |
| 2013-gen. 2014    | Aldershot Town      | NL                | 5          | 3          | FACup           | 0               | 0               | -                  | -                  | -                  | FAT         | 4           | 4           | 9      | 7      |
| gen.-giu. 2014    | Torquay Utd         | FL2               | 3          | 0          | FACup+CdL       | -               | -               | -                  | -                  | -                  | FLT         | -           | -           | 3      | 0      |
| 2014-2015         | Millwall            | FLC               | 19         | 2          | FACup+CdL       | 0+1             | 0               | -                  | -                  | -                  | -           | -           | -           | 20     | 2      |
| 2015-2016         | Millwall            | FL1               | 43+2       | 10+0       | FACup+CdL       | 2+0             | 1               | -                  | -                  | -                  | FLT         | 6           | 2           | 53     | 13     |
| 2016-2017         | Millwall            | FL1               | 43         | 13         | FACup+CdL       | 6+2             | 1+1             | -                  | -                  | -                  | FLT         | 6           | 0           | 57     | 15     |
| 2017-2018         | Millwall            | FLC               | 30         | 4          | FACup+CdL       | 1+1             | 2+0             | -                  | -                  | -                  | -           | -           | -           | 32     | 6      |
| 2018-2019         | Millwall            | FLC               | 35         | 2          | FACup+CdL       | 4+3             | 1+1             | -                  | -                  | -                  | -           | -           | -           | 42     | 4      |
| 2019-2020         | Millwall            | FLC               | 18         | 3          | FACup+CdL       | 1+2             | 0+1             | -                  | -                  | -                  | -           | -           | -           | 21     | 4      |
| Totale carriera   | Totale carriera     | Totale carriera   | 188+2      | 34+0       |                 | 24              | 8               |                    | -                  | -                  |             | 12          | 2           | 226    | 44     |
| 2020-2021         | Sunderland          | FL1               | 0          | 0          | FACup+CdL       | 0+0             | 0               | -                  | -                  | -                  | FLT         | 0           | 0           | 0      | 0      |
| 2021-gen. 2022    | Sunderland          | FL1               | 0          | 0          | FACup+CdL       | 0+0             | 0               | -                  | -                  | -                  | FLT         | 0           | 0           | 0      | 0      |
| Totale Sunderland | Totale Sunderland   | Totale Sunderland | 0          | 0          |                 | 0               | 0               |                    | -                  | -                  |             | 0           | 0           | 0      | 0      |
| gen.-giu. 2022    | Portsmouth          | FL1               | 0          | 0          | FACup+CdL       | 0+0             | 0               | -                  | -                  | -                  | FLT         | 0           | 0           | 0      | 0      |
| Totale carriera   | Totale carriera     | Totale carriera   | 216        | 37         |                 | 24              | 8               |                    | -                  | -                  |             | 17          | 6           | 257    | 51     |

### Cronologia presenze e reti in nazionale
| Cronologia completa delle presenze e delle reti in nazionale ― Polonia | Cronologia completa delle presenze e delle reti in nazionale ― Polonia | Cronologia completa delle presenze e delle reti in nazionale ― Polonia | Cronologia completa delle presenze e delle reti in nazionale ― Polonia | Cronologia completa delle presenze e delle reti in nazionale ― Polonia | Cronologia completa delle presenze e delle reti in nazionale ― Polonia | Cronologia completa delle presenze e delle reti in nazionale ― Polonia | Cronologia completa delle presenze e delle reti in nazionale ― Polonia |
| Data                                                                   | Città                                                                  | In casa                                                                | Risultato                                                              | Ospiti                                                                 | Competizione                                                           | Reti                                                                   | Note                                                                   |
| ---------------------------------------------------------------------- | ---------------------------------------------------------------------- | ---------------------------------------------------------------------- | ---------------------------------------------------------------------- | ---------------------------------------------------------------------- | ---------------------------------------------------------------------- | ---------------------------------------------------------------------- | ---------------------------------------------------------------------- |
| 11-9-2018                                                              | Breslavia                                                              | Polonia                                                                | 1 – 1                                                                  | Irlanda                                                                | Amichevole                                                             | 1                                                                      | 81’                                                                    |
| 13-10-2018                                                             | Dublino                                                                | Irlanda                                                                | 0 – 0                                                                  | Danimarca                                                              | UEFA Nations League 2018-2019 - 1º turno                               | -                                                                      | 83’                                                                    |
| 16-10-2018                                                             | Dublino                                                                | Irlanda                                                                | 0 – 1                                                                  | Galles                                                                 | UEFA Nations League 2018-2019 - 1º turno                               | -                                                                      | 56’                                                                    |
| 19-11-2018                                                             | Aarhus                                                                 | Danimarca                                                              | 0 – 0                                                                  | Irlanda                                                                | UEFA Nations League 2018-2019 - 1º turno                               | -                                                                      | 65’                                                                    |
| 26-3-2019                                                              | Dublino                                                                | Irlanda                                                                | 1 – 0                                                                  | Georgia                                                                | Qual. Euro 2020                                                        | -                                                                      | 74’                                                                    |
| Totale                                                                 |                                                                        | Presenze                                                               | 5                                                                      |                                                                        | Reti                                                                   | 1                                                                      |                                                                        |

## Palmarès

### Club

#### Competizioni nazionali
- Football League Trophy: 1

Sunderland: 2020-2021
- Campionato irlandese: 1

Shelbourne: 2024